# 57359 Robcrawford
57359 Robcrawford è un asteroide della fascia principale. Scoperto nel 2001, presenta un'orbita caratterizzata da un semiasse maggiore pari a 2,5609883 UA e da un'eccentricità di 0,1256088, inclinata di 22,18330° rispetto all'eclittica.